# Spirit of St. Louis
Spirit of St. Louis är det ensitsiga Ryanmonoplan med vilket Charles Lindbergh genomförde den första soloflygningen över Atlanten, från Roosevelt Field på Long Island utanför New York till Paris, Frankrike, den 20–21 maj 1927. Flygturen tog 33 ½ timme. Planet saknade vindruta eftersom bränsletanken upptog denna plats. Lindbergh fick därmed nöja sig med sidorutor samt ett periskop som enda utsiktsmöjligheter.
Planet finns idag att beskåda på National Air and Space Museum vid Smithsonian Institution i Washington, D.C.

## Externa länkar

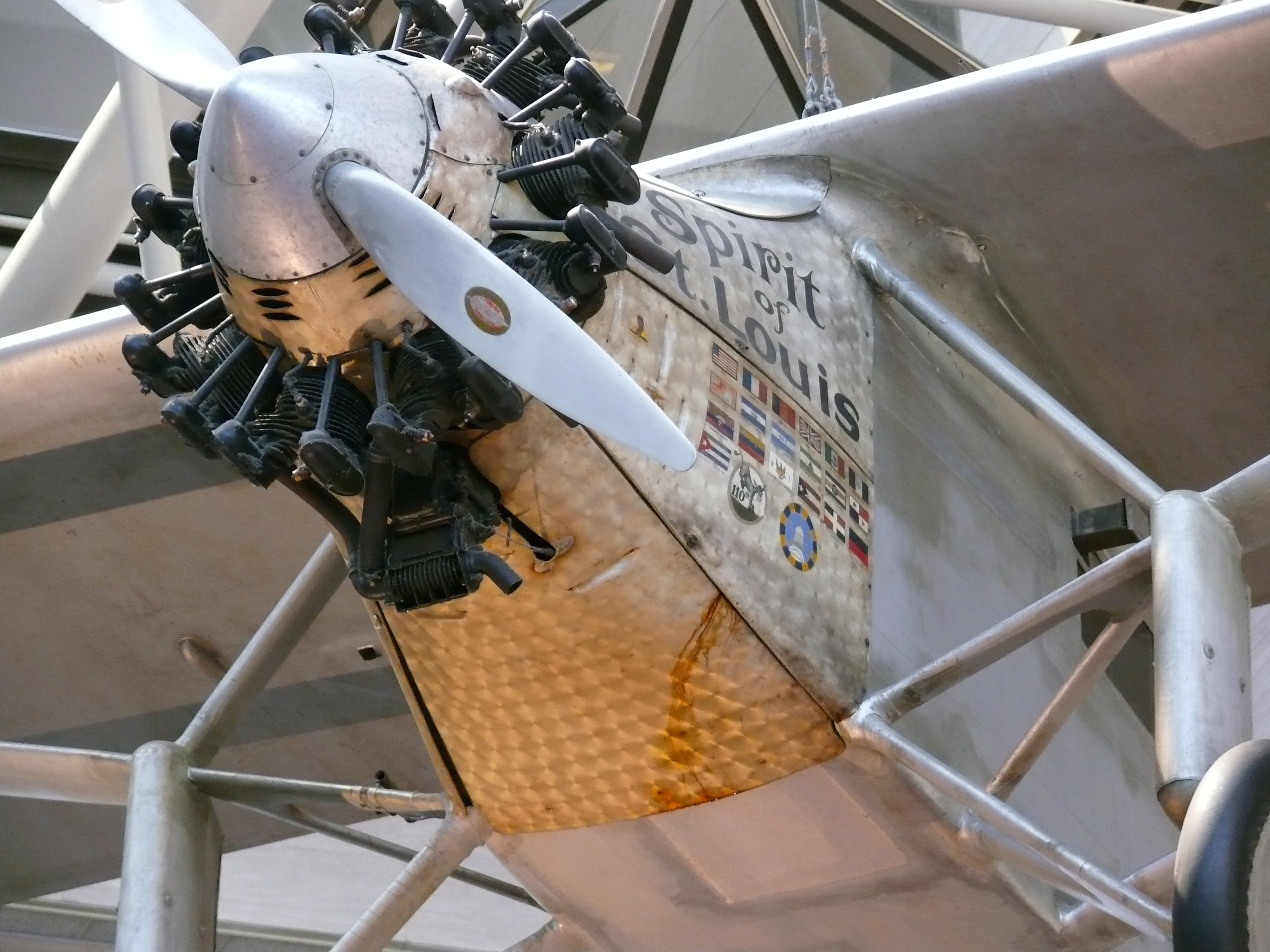
Spirit of St. Louis.